# 나는
코이네 그리스어 용어 에고 에이미(그리스어 Ἐγώ εἰμι, [eɣó imí]로 발음됨)는 문자 그대로 나는이며, 복음서에 기록되어 예수께서 여러 차례 말씀하신 교접 동사 εἰμι의 강조 형태이다. 자신을 동사의 역할이 아닌 이름의 역할로 지칭하는 것인데, 요한복음에는 특정한 칭호가 일곱 번 나온다. 이는 출애굽기 3장 14절의 구절과 연결되는데, 여기서 하나님은 자신의 이름을 אְֶֶיֶת אֲשֶׁר אְֶיֶת (Ehyeh Asher Ehyeh)로 주셨는데, 가장 기본적으로는 "나는 스스로 있는 자이다"로 번역된다. 히브리어 성경(출애굽기 3:14)에서는 모세에게 직접 계시된 하나님의 고유한 이름이다. 이러한 용법은 중요한 그리스도론 분석의 주제였다.

## 신약
신약성경에서 인칭대명사 ἐγώ는 현재의 1인칭 단수 교접 εἰμι와 함께 예수께서 특히 요한복음에서 주로 사용하신 것으로 기록되어 있다.
이 단어는 요한복음에서 술어 주격이 있든 없든 사용된다. 예수에 대한 칭호 중 일부를 가져온 술어 주격이 있는 일곱 번의 경우는 다음과 같다.
- 나는 생명의 빵이다(요한복음 6:35)
- 나는 세상의 빛이다(요한복음 8:12)
- 나는 문이다(요한복음 10:9)
- 나는 선한 목자이다(요한복음 10:11,14)
- 나는 부활이요 생명이니(요한복음 11:25)
- 내가 곧 길이요 진리요 생명이니(요한복음 14:6)
- 나는 포도나무이다(요한복음 15:1,5)

## 같이 보기
- 나는 스스로 있는 자
- 신약 속 예수의 이름과 호칭